# Димитър Сматракалев
Димитър Сматракалев е български революционер, деец на Вътрешната македонска революционна организация (обединена).

## Биография
Димитър Сматракалев е под влияние на Филип Атанасов. Образува в Пиринска Македония нелегална група националреволюционери, противопоставяща се на автономистката ВМРО. Първоначално заедно с Христо Ампов се противопоставя на обединението на групите им с комунистическите в областта, но по-късно през октомври 1928 година подписва обединителен протокол с групата на Симеон Кавракиров. По-късно напуска ВМРО (обединена) заедно с другите националреволюционери. Свидетелства на процеса срещу организацията през 1936 година в полза на обвиняемите.